# Primal Exhale
Primal Exhale je debutové hudební album skupiny Excalion. Vydáno bylo v roce 2005.

## Seznam skladeb
1. "Temptation Wasteland" – 4:58
2. "A Moment in the Spotlight" – 4:13
3. "Reality Bends" – 6:32
4. "Dire Waters" – 5:13
5. "Stage of Lies" – 5:36
6. "Heart and Home" – 4:17
7. "Megalomania" – 5:53
8. "My Legacy" – 5:58
9. "Obsession to Prosper" – 7:56
10. "Luopio" – Evropský bonus
11. "Lady Moon" (Demo) – Japonský bonus